# Andries Postma
Andries Postma (Stadskanaal, 9 januari 1943) is een Nederlandse rechtsgeleerde en voormalig politicus van het CDA.
Aan de Vrije Universiteit Amsterdam (VU) studeerde hij rechten en geschiedenis. Hij promoveerde in 1977 in de rechten en volgde opleidingen in Engeland. Hij werd hoofddocent staatsrecht en onderwijsrecht aan de Rijksuniversiteit Groningen (RUG). Hij vervulde ook onderwijsopdrachten aan de VU; aan deze universiteit was hij van 1987 tot 1998 bijzonder hoogleraar onderwijsrecht.
Tot 1980 zat hij in de ARP, waarna hij deel uitmaakte van CDA. Hij werd verkozen voor de Eerste Kamer in 1983 en bleef dat tot 1999.
Andries Postma is lid van de Gereformeerde Kerken in Nederland (opgegaan in de Protestantse Kerk in Nederland).
- Bibsys: 90885831
- International Standard Name Identifier: 0000 0000 2033 2900
- Library of Congress Control Number: n77014880
- Nationale Bibliotheek van Israël: 987007355470205171
- Nederlandse Thesaurus van Auteursnamen: 069175365
- Parlement.com: vg09llnx6wu0
- Virtual International Authority File: 11095954
- WorldCat: E39PBJmxVfFTFwtbHdhRdFBF8C